# Janusz z Kobylan
 Janusz z Kobylan (Kobylański),  piszący się z Kobylan i Dukli, herbu Grzymała (ur. po  1380, zm. przed  30 września 1441) – łowczy krakowski (1419-1438), starosta sanocki (1420-1430), i kamieniecki (1438).
Wraz ze starszym bratem Domaratem (urodzonym w roku 1380),  brał udział wyprawie Władysława Jagiełły przeciw Krzyżakom w 1410 roku. Walczył w pierwszym szeregu chorągwi krakowskiej. 
W 1426 roku, z polecenia króla  Władysława Jagiełły, na czele pięciotysięcznej jazdy  rycerstwa brał udział w wyprawie przeciw Turcji i obozował (od 24 czerwca) przez dwa miesiące pod Braiłowem, gdzie miał przybyć cesarz  Zygmunt, który jednak, wobec czeskich rozruchów, nie dotarł  na miejsce spotkania. 
Jako łowczy krakowski w 1435 roku podpisał pokój Brzeski między królem Władysławem Jagiełłą a Krzyżakami. Zmarł zapewne  wkrótce potem, bo 30 września 1441 roku występowała już Anna - wdowa po nim z synami: Jakubem (kasztelanem bieckim w roku 1444), Janem, Piotrem i Mikołajem z Kobylan, którzy do 1485 roku gospodarowali wspólnie i udzielali królowi pożyczek zabezpieczonych na Jadownikach w powiecie sądeckim i w latach 1485-1487 dokonali podziału majątku.

## Rodzina
Pochodził z rodziny  szlacheckiej Kobylańskich. 
Był prawnukiem wojewody kaliskiego Przecława. 
Janusz  z Kobylan był mężem Anny. Ich synami byli; Jakub z Kobylan, Jan z Kobylan, Piotr i Mikołaj z Kobylan.  
Brat Janusza; Domarat z Kobylan (zmarł w roku 1440), był marszałkiem nadwornym koronnym, kasztelanem bieckim, wojnickim i lubelskim.